# Perissomastix varii
Perissomastix varii är en fjärilsart som beskrevs av László Anthony Gozmány. Perissomastix varii ingår i släktet Perissomastix och familjen äkta malar. Inga underarter finns listade i Catalogue of Life.